# Прва савезна влада Радоја Контића
Прва савезна влада Радоја Контића била је на власти од 2. марта 1993. до 20. марта 1997. године.

## Историјат
3. марта 1993. Године образована је нова влада чији је председник био Радоје Контић.
Влада је имала премијера, 2 потпредседника и 17 министара.
Влада Радоја Контића реконструисана је три пута.
- 1. септембра 1994. године извршена је прва и најрадикалнија реконструкција. Укинута су четири министарства (за економске односе са иностранством, за спорт, за пољопривреду и за људска права и националне мањине). Савезно министарство за информације постало је Министарство за информисање Савезне владе. Владу су чинили премијер, 3 потпредседника, 10 министара и четири министра без портфеља.
- 15. септембра 1995. Године извршена друга реконструкција када је за министра иностраних послова именован Милан Милутиновић уместо Владислава Јовановића који је отишао на место амбасадора у УН.
- 12. јуна 1996. Године - трећа реконструкција. Дотадашњи потпредседници задржали су потпредседничка места а ослобођени су функције министара, на која су именовани нови министри. Поново је основано Министарство пољопривреде. Изабран је нови министар без портфеља. Владу су чинили премијер, 3 потпредседника, 11 министара и четири министра без портфеља. Први пут су 2 ресора постала самостална (Савезна управа царина и Савезна управа за робне резерве) издвојивши се из Савезног министарства за финансије.

20. марта 1997. Године изабрана је нова влада после истека четворогодишњег мандата. За председника владе поново је изабран Радоје Контић.

## Чланови владе
| Функција                                     | Портрет           | Име и презиме       | Странка         | Белешке                |
| -------------------------------------------- | ----------------- | ------------------- | --------------- | ---------------------- |
| Председник Савезне владе                     |                   | Радоје Контић       |                 |                        |
| Министар иностраних послова                  |                   | Владислав Јовановић |                 | до 15. септембра 1995. |
| Министар иностраних послова                  | Милан Милутиновић |                     |                 |                        |
| савезни министер за трговину                 |                   | Мирослав Иванишевић |                 | од 1993 до 1996        |
| савезни министар за рад и социјалну политику |                   | Мирослав Иванишевић | од 1996 до 1997 |                        |